# Bathypogon ichthyurus
Bathypogon ichthyurus là một loài ruồi trong họ Asilidae. Bathypogon ichthyurus được Hull miêu tả năm 1958. Loài này phân bố ở miền Australasia.